# Lucía Caraballo
Lucía Caraballo Fabelo (27 de julio de 1999) es una actriz y bailarina española, conocida por su papel de Bea Vargas en la serie Estoy vivo de La 1 de TVE, de la que en marzo de 2021 se estrenó la cuarta temporada y el de Yolanda Macías en la serie No me gusta conducir. También interpreta a Antoñita en El secreto de Puente Viejo. En el 2021 se estrena la serie La reina del pueblo de Atresmedia y Flooxer, con el papel protagonista de Inma, la aspirante a reina.

## Biografía
La primera aparición de Lucía ante las cámaras fue en 2007 en la serie de Telecinco Hospital central. A partir de ese momento, continúa en capitulares de las principales cadenas de televisión españolas y consigue diversos papeles principales en cortometrajes.
En 2009, comienza a dar clases de Teatro Musical, Jazz Dance y Funky en la escuela El Cubo. Un año más tarde, consigue su primer papel en una película, Carne cruda, donde interpreta a Candela. En 2011, comienza sus clases en la escuela de Paloma Mejía. Además, forma parte de la compañía de teatro, participando en diversas obras destacando Cyrano de Begerac y Los Miserables, donde interpreta a Cosette hasta el 2016.
En 2014 protagoniza el cortometraje El amor me queda grande, que le vale el premio a Mejor Actriz en el 19 Certamen Audiovisual de Cabra por su personaje: Lucía. Además, consigue uno de los papeles principales en la obra Delicia, que se mantiene en cartelera hasta el 2016. Un año después, se une al reparto de la telenovela de TVE Acacias 38, donde interpreta a Gracia.
Sin embargo, la fama le viene en 2016, cuando se une a la familia Disney para pasar a ser Lu de Luna, la vlogger oficial del canal infantil, con entrevistas a Karol Sevilla, Ruggero Pasquarelli y Ana Jara entre otros. El éxito es tal, que unos meses después, Disney apuesta por un nuevo formato original del canal: un talkshow de la serie Soy Luna, que presenta cada viernes Lucía con un gran éxito de audiencia.
En 2016 también estrena la película No culpes al karma de lo que te pasa por gilipollas donde interpreta a Sara, Verónica Echegui, de adolescente.
Tras continuar 2017 con una segunda temporada como presentadora del programa Soy Luna Express y como vlogger oficial de Disney Channel, participa en Cuéntame cómo pasó y empieza el rodaje de la serie Estoy vivo producida por Globomedia para TVE. En esta serie interpreta a Bea Vargas, la hija pequeña en la familia protagonista. La serie se estrena, con gran éxito, en septiembre de ese año. Además su personaje en esta ficción de TVE presenta contenido transmedia con el VideoBlog "la dimensión de Bea" que ayuda a descubrir el universo de Estoy vivo de una manera muy especial. RTVE emitió la segunda temporada en septiembre de 2018.
En 2019 se incorpora al reparto de El secreto de Puente Viejo con el personaje de Antoñita y continúa en la tercera temporada de Estoy vivo con el personaje de Bea Vargas.

## Filmografía

### Televisión
| Año       | Título                      | Personaje                      | Cadena                 | Notas         |
| --------- | --------------------------- | ------------------------------ | ---------------------- | ------------- |
| 2007-2009 | Hospital Central            | Nadia                          | Telecinco              | 2 episodios   |
| 2009      | Águila Roja                 | Duquesa de Montemayor          | TVE                    | 1 episodio    |
| 2009      | Los hombres de Paco         | Giovanna                       | Antena 3               | 2 episodios   |
| 2009      | Física o Química            | Alba                           | Antena 3               | 3 episodios   |
| 2009-2011 | Gran Reserva                | Lucía Reverte (pequeña)        | TVE                    | 2 episodios   |
| 2014      | Víctor Ros                  | Marieta                        | TVE                    | 1 episodio    |
| 2015-2016 | Acacias 38                  | Gracia                         | TVE                    | 7 episodios   |
| 2016      | El Caso: Crónica de sucesos | Rebeca Martín (joven)          | TVE                    | 2 episodios   |
| 2016      | Centro médico               | Patricia Arnaldi               | TVE                    | 1 episodio    |
| 2016-2017 | Soy Luna Express            | Lu de Luna                     | Disney Channel         | Presentadora  |
| 2017      | Cuéntame cómo pasó          | Eli                            | TVE                    | 1 episodio    |
| 2017-2021 | Estoy vivo                  | Beatriz "Bea" Vargas Bertrán   | TVE                    | 41 episodios  |
| 2018      | Gigantes                    | Laura                          | Movistar+              | 2 episodios   |
| 2019-2020 | El secreto de Puente Viejo  | Antonia "Antoñita" Malo Molina | Antena 3               | 164 episodios |
| 2020      | Dime quién soy              | Antonietta Garayoa             | Movistar+              | 9 episodios   |
| 2020      | Encrucijada                 | Lucía                          | Movistar+              | 1 episodio    |
| 2021      | La reina del pueblo         | Inma                           | Atresplayer            | 6 episodios   |
| 2021      | ByAnaMilán                  | Mariángeles                    | Atresplayer            | 1 episodio    |
| 2022      | Heridas                     | Manuela (joven)                | Atresplayer / Antena 3 | 5 episodios   |
| 2022      | No me gusta conducir        | Yolanda Macías Gómez-Acebo     | TNT                    | 6 episodios   |
| 2023      | Camilo Superstar            | Carmen                         | Atresplayer            | 2 episodios   |
| 2024      | Las largas sombras          | Teresa adolescente             | Disney+                | 4 episodios   |
| 2024      | Beguinas                    | Beatriz García                 | Atresplayer / Antena 3 | 10 episodios  |
| 2025      | Perdiendo el juicio         | Bárbara "Barbie"               | Atresplayer / Antena 3 | 10 episodios  |

### Cine
| Año  | Título                                              | Personaje  | Dirección        |
| ---- | --------------------------------------------------- | ---------- | ---------------- |
| 2010 | Carne cruda                                         | Candela    | Tirso Calero     |
| 2012 | Buenas noches dijo señorita pájaro                  | Nuria      | César del Álamo  |
| 2014 | La mujer que hablaba con los muertos                | Úrsula     | César del Álamo  |
| 2016 | No culpes al karma de lo que te pasa por gilipollas | Sara joven | María Ripoll     |
| 2021 | Mamá o papá                                         | Daniela    | Dani de la Orden |
| 2024 | Un lío de millones                                  |            | Susan Béjar      |

### Cortometrajes
| Año  | Título                    | Personaje      | Dirección                           |
| ---- | ------------------------- | -------------- | ----------------------------------- |
| 2008 | Cómo hablar con Bea       |                |                                     |
| 2008 | Fuera del agua            |                |                                     |
| 2009 | La versión de los pájaros |                |                                     |
| 2010 | Uniformadas               | Esther         | Irene Zoe Alameda                   |
| 2011 | Taxi                      | Pasajera nilña | Dani Virumbrales y Sandra Santacana |
| 2011 | Abracadabra               |                |                                     |
| 2012 | Color del mar             |                |                                     |
| 2013 | Pequeña María             |                |                                     |
| 2014 | El amor me queda grande   | Lucía          | Javier Giner                        |
| 2014 | Luces Rojas               |                |                                     |
| 2014 | Primera regla             |                |                                     |
| 2014 | Los huesos del frío       | Lucía          | Enrique Leal Leal                   |
| 2017 | Pezuñas                   | Nieta          | Jota Linares                        |
| 2017 | Ángeles                   |                | César Borregón y Nacho Marraco      |

### Teatro
- Tortuguita Juani (2012)
- Cataplín plín plín 2 brujitas y 1 calcetín (2011-2014)
- Los Miserables (2011-2016)
- Cyrano de Bergerac (2012-2016)-(2021)
- Delicia - La casa de la portera (2014-2015)
- Delicia - Gira (2014-2016)
- El conde de Montecristo (2015-2016)
- Delicia - Teatro Lara (2015-2016)
- La casa de Bernarda Alba - (2016-2017)
- Yerma - (2021)

### Otros
- Doblaje: Serie el corazón Del Mar
- YouTube: Disney Channel, Vlog Lu de Luna (2015-16)
- YouTube - RTVE, Vídeo Blog "En la dimensión de Bea" (2017)
- Ficción sonora RNE - Alicia en el país de las maravillas. Personaje Alicia (2019)
- Ficción sonora RNE - El monte de las ánimas de Gustavo Adolfo Bécquer. Personaje Beatriz (2020)

## Premios
| Año  | Premiación                    | Categoría    | Producción              | Resultado |
| ---- | ----------------------------- | ------------ | ----------------------- | --------- |
| 2014 | Festival de cine Islantilla   | Mejor Actriz | El amor me queda grande | Nominada  |
| 2014 | Certamen Audiovisual de Cabra | Mejor Actriz | El amor me queda grande | Ganadora  |
| 2015 | Festival CENCOR               | Mejor Actriz | El amor me queda grande | Nominada  |
| 2016 | Premios CinEuphoria           | Mejor Actriz | El amor me queda grande | Nominada  |